# シャルマネセル5世
シャルマネセル5世（Shalmaneser V、在位：前727年-前722年）は古代メソポタミア地方の新アッシリア帝国の王である。その治世は5年と短く史料が乏しいが、旧約聖書に登場するサマリアの征服とイスラエル王国の滅亡に関わる物語によって記憶されている。詳細は不明だが、サルゴン2世に王位を簒奪されてその人生を終えた。
本来の名前はシャルマヌ・アシャレド（楔形文字： Salmānu-ašarēd）であり、「シャルマヌ神は至高なり」を意味する。
父ティグラト・ピレセル3世が死亡した前727年から自身が廃位され死亡する前722年まで王位にあった。シャルマネセル5世はアッシリア本国の西方で広く遠征を行い、イスラエル人に対してのみならずフェニキア人の都市国家やアナトリアの諸王国とも戦ったことで知られている。彼はアッシリア帝国の領土をいくらか拡大することに成功したものの、遠征中に包囲が数年続く長期戦となり、これは彼の治世中に終結しなかった。シャルマネセル5世の廃位と死の状況は不明瞭である。彼の死亡は恐らく簒奪によるものであり、後継者となったサルゴン2世は正統な継承者ではなかったであろう。サルゴン2世はシャルマネセル5世と全く血縁がなかった可能性もあり、シャルマネセル5世は千年にわたってアッシリアを支配したアダシ王朝の最後の王となった。

## 背景

### 名前

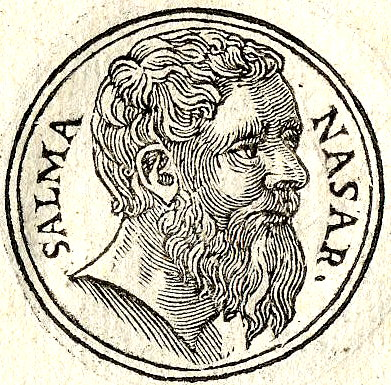
『Promptuarium Iconum Insigniorum』（ギヨーム・ルイイ、1553年）掲載のシャルマネセル5世。

シャルマネセル（Shalmaneser）という名前はアッシリアの同時代史料ではSalmānu-ašarēd（シャルマヌ・アシャレド）、バビロニアの同時代史料ではŠulmānu-ašarēdと表記された。これはアッシリアの君主のみに使用され、王以外の者には与えられることのなかった名前であった。このことはシャルマネセルという名前が完全に即位名であったことを示唆する。シャルマネセル5世およびそれ以前の4人のシャルマネセル王は恐らく王太子となった時にこの名前を使用するようになったと考えられ、王位に就いた後にはより公的なものとなったであろう。この名前は「シャルマヌ神は至高なり」という意味である。シャルマヌ（Salmānu、文字通りには「友好的な人」）は中アッシリア時代に人気のあった神であり、もっぱらアッシリアの領土内において崇拝を得ていた。これはアッシリアの国家神アッシュルを親しみやすい形にしたものだったのかもしれない。シャルマヌ・アシャレド（Salmānu-ašarēd）という名前の意味について別の解釈も存在する。この名前はあるいは「アヌ神の似姿」あるいは「火を崇拝する者」を意味するかもしれない。シャルマネセル5世がこの名前を取った理由が実際の語源的な意味合いから来たものである可能性は低く、遥か以前の輝かしい祖先であるシャルマネセル1世（在位：前1274年-前1245年）およびアッシリア本国の西方を征服したことでよく知られていたシャルマネセル3世（在位：前859年-前824年）にあやかったのであろう。
現代の「シャルマネセル」という語形は聖書におけるヘブライ語形（שלמנאסר、šlmnʾsr）から来ている。このヘブライ語形にはそれ自体意味があり、元々のアッシリア語と同一ではない。ヘブライ語名の「シャルマネセル（Shalmaneser）」はshalem（全体をまとめる、完全にする）および'asar（括る、縛り付ける）から派生したものであり、実質的には「平和の鎖（peace in chains）」または「報酬の契約（covenant of recompense）」という類の意味を持つ。
シャルマネセル5世はまた、ウルラユ（Ululayu）という名前でも知られている。この名前はウルル（Ulūlu）の月[に生まれた]人」という意味である。『プトレマイオスの王名表』や『バビロニア王名表』、グレコ・ローマの歴史家たちの作品のような複数の後世の史料がシャルマネセルという即位名の代わりにこの名前、またはこの名前から派生したバリエーション（ギリシア語のエロウライオス〈Eloulaios〉など〉）を使用している。歴史的に、ウルラユと言う名前はシャルマネセル5世の2つ目の即位名であると解釈されてきた。しかしこの名前は王太子時代にシャルマネセル5世が父ティグラト・ピレセル3世に送った複数の手紙といった少数の同時代史料にも登場するものの、これらは公式の文書ではない。同時代の公式の文書が彼をウルラユと呼んでいた証拠はない。他のアッシリア王が生涯に複数の即位名を使用していた証拠もまたない。それにもかかわらず、シャルマネセル5世は後世において明らかにウルラユという名前で記憶されていた。この名前が使用された文脈から見て、ウルラユは彼の誕生名であったかもしれない。

### 王太子としてのシャルマネセル5世
シャルマネセル5世はティグラト・ピレセル3世（在位：前745年-前727年）の息子であり後継者であった。未だ王太子であった頃にシャルマネセル5世が父に宛てた複数の手紙（ウルラユという名前を使用している）が見つかっており、それらは全て「王、我が主へ、陛下の僕ウルラユより。王、我が主が壮健ならんことを！アッシリアは健在であります。諸神殿は健在であります。全ての王の砦は健在であります。王、我が主よ、まこと喜ばしく存じます。」という公式の定形文で始められている。この導入はティグラト・ピレセル3世に対して王太子の領地が良好な状態にあることを伝える定期報告として機能した。手紙の導入文以降では、王太子としてシャルマネセル5世がとった複数の行動、例えば彼の許可なく何処かの都市を通過した使者を拘留したことや物資を輸送したことなどを記している。シャルマネセル5世の王太子としての責務の大部分は外交案件または宮廷の経営に関連しているように思われる。
これらの手紙により、シャルマネセル5世が王太子として父に代わって領土経営を行っていたことは明白であるが、領内のどこにいたのかは正確にはわからない。使者の拘留に関する彼の手紙では、この使者たちがティル・バルシプとグザナ（現在のシリア）地域を通過したことを明記しており、クバネシェ (Kubaneše)よりも東の地に留めていることも述べられている。これは恐らくシャルマネセル5世が西方の属州ではなくアッシリア本国に近い場所にいたことを意味している。彼の手紙が「アッシリアは健在」であると述べていることは、彼が責任を負う領域がアッシリアの中心部に近かったことを示していると見ることもできる。アッシリア学者山田恵子と山田重郎は2017年に、これらのシャルマネセル5世の手紙はティグラト・ピレセル3世が遠征に出ている間、かつシャルマネセル5世がニムルドで摂政を務めていた時点のものだと示唆した。しかし、両名はこれは推測であり、シャルマネセル5世は王太子として父親の遠征に参加していた可能性が高いとも注記している。
ティグラト・ピレセル3世の碑文の中には王太子として（ウルラユではなく）シャルマネセルの名前が記されているものがあり、これは彼の即位名が既に父親の治世中に使われていたことを示している可能性がある。しかしこの文書は断片的であり、ティル・バルシプの街に言及したものである可能性もある。

## 治世

### 史料、建造物、および活動

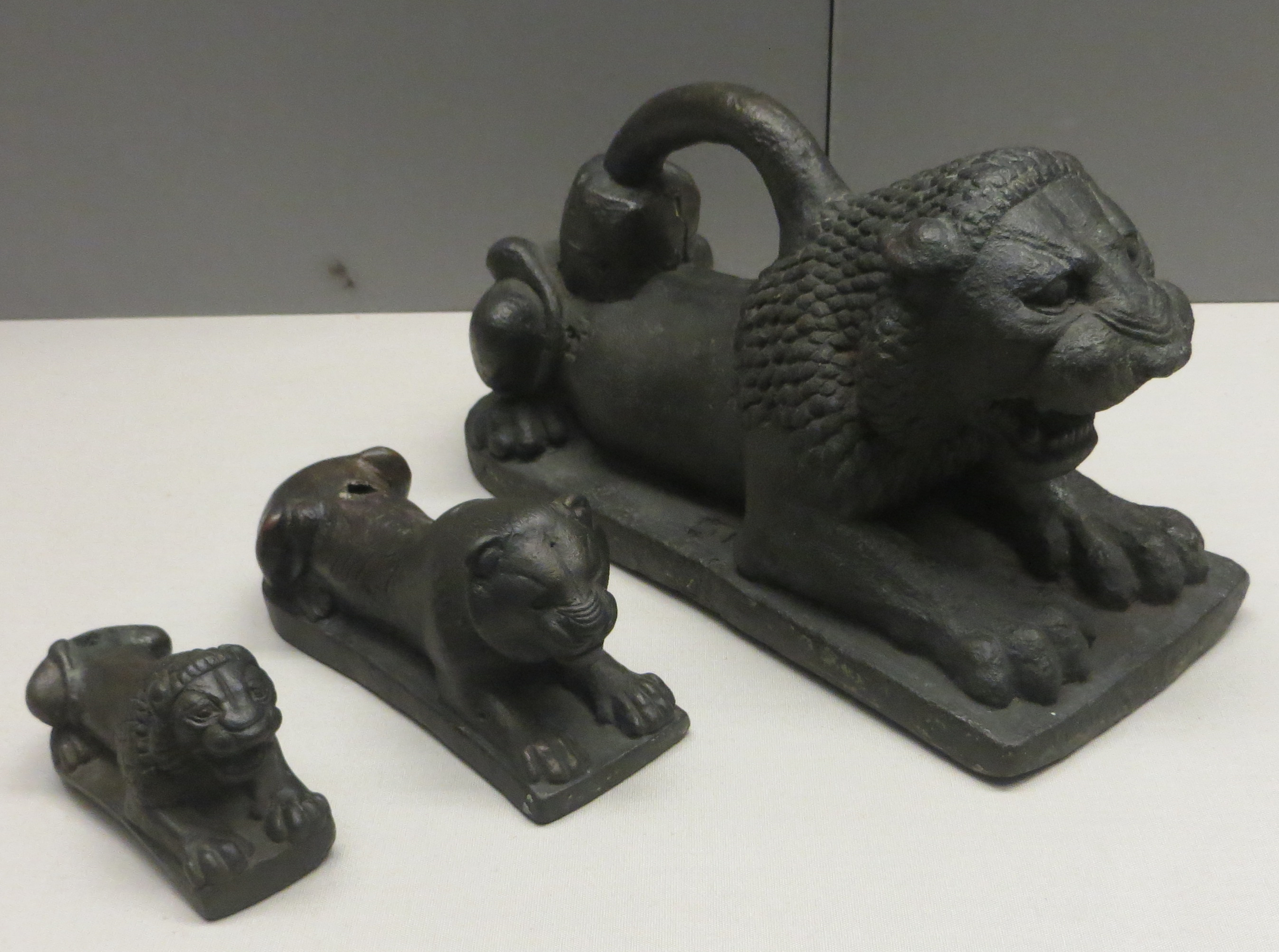
アッシリアのライオン型分銅。大英博物館収蔵。

シャルマネセル5世は父の死後、問題なくアッシリアおよびバビロニアの王座についたと思われる。シャルマネセル5世の短い治世の同時代史料はほとんど残されていないため、彼の王としての活動はほとんど知られておらず、多くのことが不明である。このため、アッシリアの歴史について述べる際には通常、シャルマネセル5世には数行の説明しか与えられない。アッシリアのライオン型分銅に刻まれた僅かな碑文を例外として、確信をもってシャルマネセル5世に関連付けられる記念碑文は見つかっていない。アプク (Apqu)の街で発見されたシャルマネセル5世のこの都市での建設活動に言及しているかもしれない未公刊のレンガ片の文書がある。シャルマネセル5世はアッシュル市やニムルド市のようなアッシリア本国の大都市で大がかりな工事を行ったことはないものと思われ、その短い治世の大半は戦争に費やされたのであろう。
『バビロニア年代記』ではシャルマネセル5世はティグラト・ピレセル3世の死後、テベツの月（Tebeth）の25日に王となり、治世5年目のテベツの月に死亡し、後継者サルゴン2世がその月の12日に王となったとされている。『バビロニア王名表』は彼をウルラユという名前で記録し、バビロニアを5年間統治したとしている。そして彼は「バルティル王朝」の一員とされている（バルティルはアッシュル市の最古の地区のことであり、実質的にこれはシャルマネセル5世が「アッシリア王朝」の一員であったことを意味する）。現存するバビロニアにおけるシャルマネセル5世の治世の同時代史料は、統治3年目の奴隷売却に関する争いについての法的文書ただ1つである
シャルマネセル5世が戴冠したテベスの月は年末であり12月から1月に対応する。つまり前727年中に彼が重要な活動を行った可能性は低い。彼の治世中の出来事について現存史料の情報はほとんどない。アッシリアにおける各々の年の重要な出来事を記録している『リンム年代記 (Eponym Chronicle)』において、シャルマネセル5世の治世に関する情報は断片的にしか記載されていない。前726年は、おそらくシャルマネセル5世が初めて一年を通して王であったと思われるが、この年の断片的な記録において、同年にシャルマネセル5世はアッシリアの首都ニムルドに滞在したことが述べられている。そして、この年代記の以降の年に3度登場する前置詞ana（英語のtoと同様の意味）は、彼が前725年、前724年、そして前723年に遠征に出たことを示すと考えられる。シャルマネセル5世の治世最後の年である前722年について、現存する情報はない。
シャルマネセル5世の碑文が残されているライオン型の錘には「土地のミナ（minaは古代オリエントにおける重量の単位）」というフレーズが含まれており、恐らく「（アッシリアの）地のミナ」を意味するであろう。これは全国で統一された度量衡を確立しようとする試みの痕跡を示すものと思われる。
伝統的にアッシリアの王たちは治世第2年にリンム（紀年職）を務めた。この慣習はティグラト・ピレセル3世の治世まで続いた。シャルマネセル5世はこの慣習から逸脱し、治世第4年にリンム職を務めた。シャルマネセル5世の跡を継いだサルゴン王朝の王たちもリンム職を務めるタイミングは様々であり、あるいはそもそも就任しないこともあった。これは、シャルマネセル5世が何らかの行政改革を実行し、後世の王たちがそれを踏襲・尊重したことを示唆する。

### バビロニア支配
バビロニア王としてのシャルマネセル5世は比較的反抗を受けなかったが、南部においてカルデア人諸部族の反乱に直面したと見られる。アラム語でかかれた前7世紀の手紙には、ティグラト・ピレセル3世がビート・アムカニ（Bit-Amukani）から、シャルマネセル5世がビート・ダックリ（Bit-Dakkuri）から、サルゴン2世がドゥル・シン（Dur-Sin）から、そしてサルゴン2世の後継者センナケリブがkšw（読み方は不明）から、それぞれ捕虜を追放したことが記録されている。前1925年、アッシリア学者ダニエル・デーヴィッド・ラッケンビルがあるバビロニアの碑文の断片にある王名の最後の文字が「ašarēd」であり、シャルマネセルの名の末尾であることを特定し、この碑文がシャルマネセル5世に属するものであることを特定した（シャルマネセル5世はこの名前を持つ唯一のバビロニアの君主である）。この碑文はボルシッパ市における修復作業と南方における反乱、あるいは敵への遠征にに言及している。しかし、損傷が激しく、ここに記されている敵が何者であったのかは判別できない。この碑文の断片的な描写は以下のとおりである（英訳からの重訳）。
[...]彼の足元に跪き服従せざる者[...]彼の名を出し[...]彼の言葉（？）慌ただしく彼の前へと[...]運んできた[...]我が（？）命令に従わざる者ども[...]彼ら[...]彼は包囲された。都市を包囲したのだ。[...]彼が信奉せる神は[...]彼の墓所（？）の助けを借りて彼らは破壊し、彼の支配[...]彼らは我が（？）軛を引かなかった。[...]彼は奪い去り[...]（それらを、それを）彼自身（彼自身で用いる）のものとした[...]。彼の言葉も、彼が名を呼ぶことも彼らは恐れることがなく、彼の支配を恐れることもなかった[...]。彼の土地（？）を水浸しにし、大洪水の如く低く平らげた。[...]彼自身[...]彼の上に倒れ、彼の生命はもはや無かった。[...]余（？）は奪い去りアッシリアへと運んだ

### サマリアの征服と西方での戦争

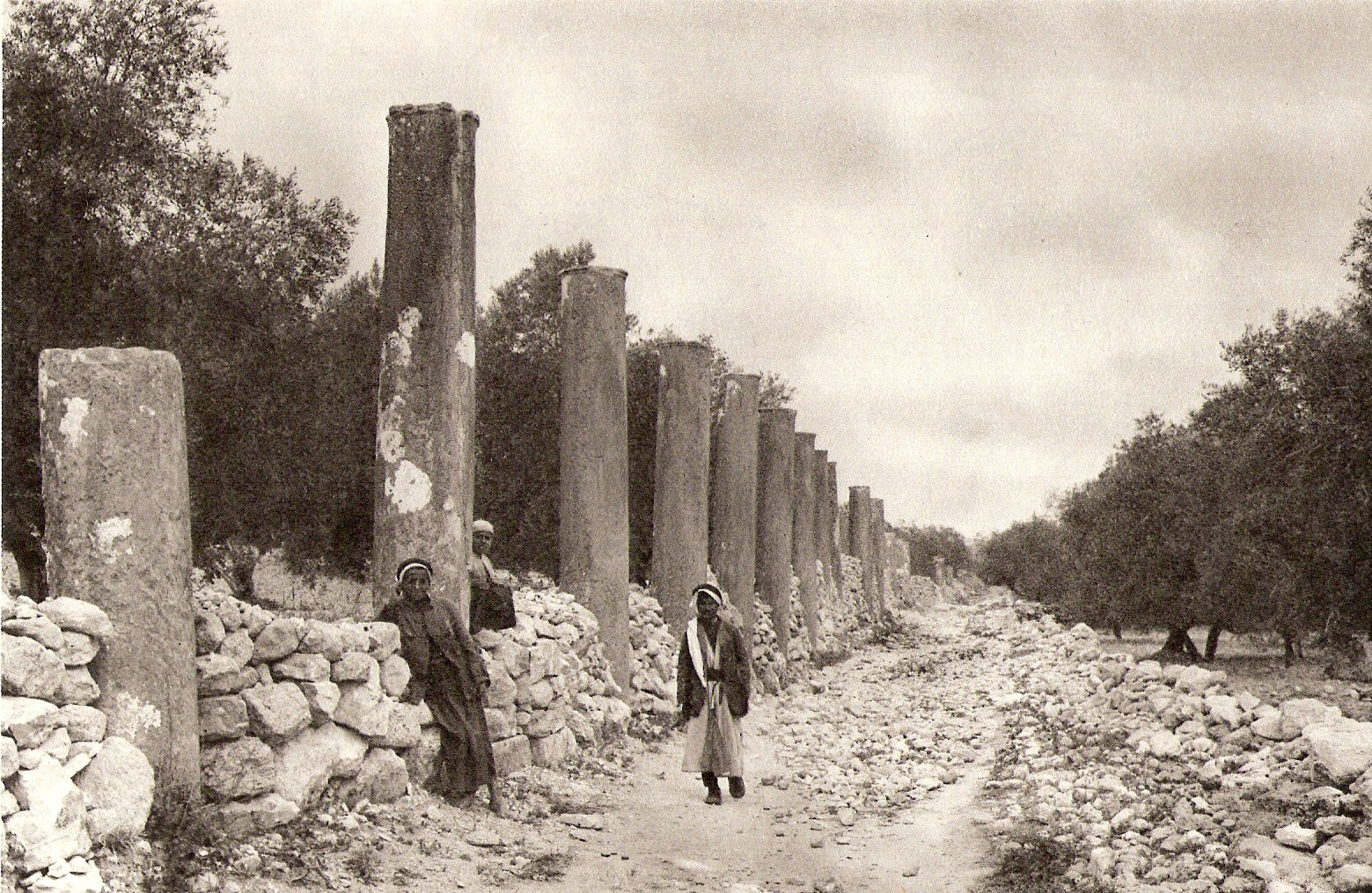
現代のサマリアの遺跡（1925年撮影）。

イスラエル王国の首都サマリア市は前722年にアッシリア軍に包囲され占領された。この都市の陥落によってイスラエル王国は終焉を迎えた。打ち破った敵に対するアッシリアの処置は、通常は強制移住であり、30,000人近いイスラエル人が新アッシリア帝国全土に強制移住させられた。このアッシリア特有の強制移住政策が、有名な「イスラエルの失われた10支族」の喪失をもたらした。サマリアを占領したアッシリア王がシャルマネセル5世なのか、それともサルゴン2世であるのかについては論争が存在する。『バビロニア年代記』と『旧約聖書』（「列王記」17:3-6 、 18:9-11）は共にこの都市の征服を明確にシャルマネセル5世に帰している（『旧約聖書』は3年にわたる包囲を記録している）。しかしサルゴン2世は複数の碑文において自身がサマリアの征服者であることを主張している。この矛盾について複数の解釈が提案されている。

ティグラト・ピレセル3世、シャルマネセル5世、サルゴン2世の支配下でのユダヤ人の強制移住とシャルマネセル5世時代の新アッシリア帝国の地図。

人気歴史作家スーザン・ワイズ・バウアーは2007年に、遅々として進まずシャルマネセル5世死亡時にまだ続いていたサマリア包囲をサルゴン2世が終わらせたのかもしれないと書いている。山田恵子と山田重郎は2017年に『バビロニア年代史』と『旧約聖書』双方が明確にサマリアの占領をシャルマネセル5世に帰していることは、この出来事が彼の治世中のことであった可能性が高いことを意味すると書いている。彼らはこの包囲が前725年または前724年に始まり、シャルマネセル5世治世末期の前722年に終結したと一連の出来事を再現し、サルゴン2世のサマリアに関する碑文は恐らく別の事件、即ちサルゴン2世がシリアで直面し平定しなければならなかったサマリアの住民も巻き込む大規模な反乱について言及したものとしている。もし2度征服が行われたというこの仮説が正しかった場合、強制移住の大部分はどの王が行ったのか不明であるが、現存する碑文からそれをサルゴン2世が担ったことは明白である。サマリアの包囲は同時代の人々からシャルマネセル5世の治世中の最も重要な出来事と考えられていた。これは彼の治世について『バビロニア年代記』が言及する唯一の出来事であることからも示されている。また、この事件が重要視された理由の一部はそのアッシリアからの距離にあるであろう。
イスラエル人との戦いに加えて、シャルマネセル5世は西方での別の遠征でも知られている。紀元後1世紀のローマのユダヤ人歴史家フラウィウス・ヨセフスは、アッシリア王エロウライオス（Eloulaios）によるフェニキアの海岸地帯の都市への遠征を記録している。2世紀のギリシア人歴史家エフェソスのメナンドロスは、恐らくシャルマネセル5世の治世中に行われたアッシリア人のフェニキアにおける戦争中の出来事として、5年間に及ぶテュロス包囲を記録している。この包囲が実際に5年間続いたならば、それはシャルマネセル5世の死亡時点でまだ終結しておらず、サルゴン2世が王となった後、テュロスに対する敵対姿勢を改めたのかもしれない。また、シャルマネセル5世はアナトリアのタバル王国に対する戦争でも知られている。サルゴン2世は自身の碑文において、彼の「前任者」がタバル人の王フリ（Hullî）を破りアッシリアに送ったと述べている。シャルマネセル5世が西方における戦争の一環としてタバルとアッシリア本国の間の一部の領域を併合したことはありえそうなことである。Samʾalの地（北部シリア）とクエ（Que、キリキア）は、ティグラト・ピレセル3世の治世中には属国として記録されているが、サルゴン2世の治世になるとアッシリアに統合され、国内の属州として記録されている。

### 廃位と死
シャルマネセル5世は前722年に廃位されサルゴン2世に取って代わられた。この王位を巡る争いの状況は詳らかではないが、暴力的なものだったであろう。この王位継承が争いを伴うものであったことは、サルゴン2世の数多くの碑文の中でシャルマネセル5世の運命について何らかの詳細に言及するものが、彼がアッシリアの儀式的中心であるアッシュル市から伝統的権利と特権を奪い去った神を畏れぬ暴君として記録しているものただ1つであることによって明確に示されている。
世界の王を恐れず、[アッシュル]市を冒涜し、臣民を欺いた者、シャルマネセル。彼は強制労働と重い賦役を課し、労務者の如く彼らを取り扱った。神々のイリル（Illil）はその御心に抱いた怒りの中で、彼の統治を覆し、余、サルゴンをアッシリアの王として任命した。彼は余の頭を上げ、王勺と玉座、王冠を取らせた。
この碑文はシャルマネセル5世の没落よりもサルゴン2世の即位について説明している。別の碑文からわかるように、サルゴン2世はシャルマネセル5世によって課されたとされる不正義について知らなかった。サルゴン2世の別の碑文ではアッシュル市やハッラーン市のような重要都市の租税免除は「古の時代」に取り消され、強制労働はシャルマネセル5世ではなくティグラト・ピレセル3世の治世に実施されたと述べている。
シャルマネセル5世がどうにかしてアッシリアから逃亡し周囲の敵国のいずれかへと逃れたのではない限り（そのような証拠はない）彼は廃位された際に殺害されたと考えられる。彼の死を巡る状況を明らかにすることはできない。『リンム年代記』の前722年の欄は非常に断片的で読解が困難であり、『バビロニア年代記』はシャルマネセル5世の最後について「運命」、即ち「死亡した」と語るのみであり、（自然死、殺害など）特定の死因を説明していない。現存史料から、サルゴンの即位はシャルマネセル5世または彼の正当な後継者を支持していたアッシリア人の派閥からの反対を受けていたことが明らかと考えられる。これは6,000人以上の「罪を為したアッシリア人」を強制移住させたとするサルゴン2世の治世初期の碑文に基づいている。サルゴン2世の支配はまたバビロニアでの反乱にも直面した。バビロニアではカルデア人の首長メロダク・バルアダン2世が王位を奪った。
後の『アッシリア王名表』では、サルゴン2世はティグラト・ピレセル3世の息子（即ちシャルマネセル5世の弟）とされているが、この系譜はサルゴン2世自身の碑文には現れず、彼はアッシュル神によって呼び出され個人的に王に任命されたと述べている。サルゴン2世がティグラト・ピレセル3世の息子であるという考えは相当注意深くではあるものの多くの現代の歴史学者に採用されているが、サルゴン2世がシャルマネセル5世の後に来るべき正当な後継者であったとは考えられていない。J・A・ブリンクマン（J. A. Brinkman）のような幾人かのアッシリア学者は少なくともサルゴン2世は直接王族に連なる系譜を持ってはいなかったと考えている。サルゴン2世の孫エサルハドンの治世である前670年代にもなってから、「かつての王族の子孫」が王位を奪おうとしているかもしれないという言及が存在することは、サルゴン2世が打ち立てたサルゴン王朝がそれまでのアッシリアの君主たちと必ずしも十分な繋がりを持っていなかったことを示している。バビロニア王名表はサルゴン2世と彼の後継者たちをティグラト・ピレセル3世とシャルマネセル5世とは別の王朝として分離している。即ち、ティグラト・ピレセル3世とシャルマネセル5世は「バルティル（Baltil）の王朝」として記録され、一方でサルゴン王朝の王たちは「ハニガルバト（Ḫanigalbat）の王朝」として記録されている。恐らくこの名称は「ハニガルバトの王」という称号の下で総督としてアッシリア帝国の西部地域を統治した中アッシリア時代の王家の支族とサルゴン王朝の王たちを結びつけたものである。もしもサルゴン2世がシャルマネセル5世と関係を持っておらず、完全に王族でもない簒奪者であったならば、シャルマネセル5世の廃位と死はベール・バニの即位以来、ほぼ1,000年にわたってアッシリアを統治したアダシ王朝の終わりを意味する。

## 家族と子供

### シャルマネセル5世の王妃
シャルマネセル5世の妻・王妃の名はバニトゥ（Banitu）である。彼女の墓が1988年から1989年にかけてのニムルドの北西宮殿の発掘で葬送文書が書かれた粘土板と共に発見されている。奇妙なことに、この墓には2体の女性の遺骨があったが、副葬品はイアバ（Iabâ、ティグラト・ピレセル3世の王妃）、バニトゥ（Banitu、シャルマネセル5世の王妃）、そしてアタリア（Atalia、サルゴン2世の王妃）3名に属している。様々な副葬品のうち、青銅製の化粧品入れと金製のボウルはバニトゥに関連付けられるものである。葬送文書にはイアバ（この墓の元来の持ち主）の名前のみが記されており、最も新しい服装品に刻まれた名前がアタリアのものであることから、2体の遺骨はイアバとアタリアのものであるというのが歴史家による最も一般的な仮定である。葬送文には墓荒らしに対する呪いも含まれている。ともかくもアタリアはこの墓に埋葬された。アタリアとイアバは密接なかかわりを持っており、恐らくはアタリアがイアバの娘であったのかもしれない。そうであったならば、バニトゥの名前が刻まれた副葬品は、実際には前王妃イアバからそれらを相続したアタリアのものであったのかもしれない。
2008年、アッシリア学者ステファニー・ダリーはイアバとバニトゥが同一人物であり、イアバという名前（西セム語に由来し、「美しい」と訳せる）がアッカド語に翻訳され「バニトゥ（Banitu）」となったという別の説を提案した。このダリ―の説がエッカート・フラフム（Eckhart Frahm）やC・メルヴィル（C. Melville）のような複数の重要なアッシリア学者らに受け入れられており、イアバはティグラト・ピレセル3世の治世時点では比較的若く（従って彼女はシャルマネセル5世の母親ではなく）、彼の死後シャルマネセル5世と再婚した可能性がある。新しいアッシリア王と前王の王妃が結婚した実例は存在する。前9世紀のムリッス・ムカンニシャト・ニヌアはアッシュル・ナツィルパル2世とその後継者シャルマネセル3世双方の王妃として記録されている。ただし、彼女が実際にシャルマネセル3世と結婚したのか単に称号を維持していただけなのかは不明瞭である。イアバ（Iabâ）という名前の起源（西セム語ではなくアラビア語である可能性）や意味が確実に証明できず、バニトゥ（Banitu）という名前はアッカド語のbānītu（[神の]創作者）とbanītu（美しい）のいずれにも由来する可能性があるため、イアバとバニトゥという名前を等価のものとして確実に証明することは不可能である。両者を等価のものと見る仮説は名称の類似のみに依っており、確かな証拠は見つかっていない。
2013年、アッシリア学者デーヴィッド・ケルタイ（David Kertai）は、年代学に基づいてバニトゥとイアバが等価の名前であるという説に疑問を呈した。墓から発見された2体の遺骨の調査によって、2人の女性はともに30歳から35歳で死亡したこと、また両者の死亡年には20年から50年の隔たりがあることが明らかとなった。このデータとバニトゥがシャルマネセル5世の短い治世の間に死亡したという推測、およびサルゴン2世が前707年に新首都ドゥル・シャルキンを建設する前に死亡した（これはアタリアがドゥル・シャルキンのレリーフで言及されないことによる）という推測に基づき、ケルタイはバニトゥとイアバは2人の別人の女性であり、イアバは（シャルマネセル5世の母であり）ティグラト・ピレセル3世の治世中に死亡したと結論付けた。一方でアッシリア学者サアナ・スヴァールド（Saana Svärd）は2015年に両者が同一人物であるという説を擁護し、アタリアが死亡したのはサルゴン2世の後継者センナケリブの治世中であり、バニトゥが埋葬された20年から50年後に同じ墓に埋葬されたのだと主張した。これは年代的な難しさを整合させることはできるものの、山田恵子と山田重郎は2017年に、サルゴン2世が自分が廃位し殺害したシャルマネセル5世の王妃と同じ墓に自分の王妃を埋葬するということが本当にあり得るのだろうかという疑問を呈した。

### 兄弟と子供
サルゴン2世の碑文ではシン・アフ・ウツルという兄弟について述べられており、彼はサルゴン2世の治世において「等しき兄弟」「大宰相」と呼ばれていた。このことから、サルゴン2世がティグラト・ピレセル3世の息子であったならば、彼はシャルマネセル5世の兄弟でり、シン・アフ・ウツルも兄弟であったことになる。シン・アフ・ウツルはサルゴン2世の遠征に幾度か参加してきたことも知られており、北方のウラルトゥとの戦争にも1度は参加していることが証明されている。
サルゴン2世はシャルマネセル5世の正統な後継者ではなかったという仮説は広く受け入れられており、このことはより正当な後継者の存在を想起させる。2017年、山田恵子と山田重郎は宮廷の役人であるアッシュル・ダイン・アプルはシャルマネセル5世の息子の1人であると主張した。アッシュル・ダイン・アプルはある手紙で「シャルマネセルの息子」であることが特定されており、これはシャルマネセル3世かシャルマネセル5世のいずれかに対応する（この名前はアッシリア王によってのみ使用されたものであり、シャルマネセル4世には子供がいなかったため）。アッシュル・ダイン・アプルという名前のシャルマネセル3世の息子への言及は別に存在するが、この宮廷の役人アッシュル・ダイン・アプルと同一人物であった可能性は低い（シャルマネセル3世の息子アッシュル・ダイン・アプルは反逆者であった）。さらに、この手紙のタイプの公式書簡はシャルマネセル3世の治世時点では珍しいものであり、かつ後の王の時代にはより一般的になっていたものであった。この手紙はニネヴェで発見されたが、センナケリブの治世までニネヴェはアッシリアの首都とはなっていなかった。センナケリブの治世はシャルマネセル3世の死亡から遠く隔たっているが、シャルマネセル5世の死亡からは数十年しか離れていない。もしこのシャルマネセルの息子アッシュル・ダイン・アプルがシャルマネセル5世の息子であるならば、彼は何らかの手段でシャルマネセル5世の治世末の騒乱と混沌を生き延びて政治的キャリアを継続することに成功したことになる。彼はセンナケリブの後継者エサルハドンの治世（在位：前681年-前669年）頃まで宮廷の重要な地位を保持していた。

## 称号
バビロニアの碑文の断片をシャルマネセル5世に帰することができるという1925年のラッケンビルの特定が正しいならば、シャルマネセル5世は碑文において次のような称号を用いていた。
[余はシャルマネセル]、強き王、世界の王、アッシリアの王、四方世界の王、バビロンの副王、シュメールとアッカドの王、アッシリアの王[...]の息子、王族にして永遠なる、アッシリアの最も高貴なる後継者。